# MTV Global
MTV Global (ранее как MTV Europe) — международная версия американского телеканала MTV, круглосуточный музыкально-развлекательный телеканал, начавший своё вещание 1 августа 1987 года как часть всемирной сети MTV.
За прошедшие годы MTV Global регионализировал множество телеканалов MTV по всей Европе. Большинство стран в Европе теперь имеют свои собственные версии канала, и поэтому MTV Global теперь в основном доступен в тех странах, где нет локализованной версии MTV.
Изначально MTV обслуживал все регионы Европы, являясь одним из немногих телеканалов, ориентированных на весь европейский рынок. На данный момент MTV Global обслуживает ряд европейских стран, африканских, азиатских и ближневосточных территорий.

## История
В январе 1987 года компания MTV Networks Europe начала набор VJ, а телеканал MTV Europe планировали запустить весной, но вскоре планы были перенесены на август. Первые кастинги и съёмки прошли в мае.
1 августа 1987 года в 00:01 по западноевропейскому времени телеканал MTV Europe начал своё вещание. Первым видеоклипом, показанным в эфире, стал Money for Nothing группы Dire Straits. Причём начало и конец клипа были дополнены слоганом «I want my MTV», озвучены Стингом. По случаю запуска, телеканал организовал вечеринку в клубе Roxy в Амстердаме; были приглашены множество звёзд, такие как: Брюс Дикинсон из Iron Maiden, Фиш из Marillion, Теренс Трент Д’Арби и т.д., главным гостем и ведущим стал Элтон Джон. Инициаторами запуска MTV в Европе были Роберт Максвелл и два руководителя из MTV Networks USA; в итоге, компании Robert Maxwell Group, British Telecom  и Viacom (правообладатель бренда «MTV»), в совместном сотрудничестве создали телеканал MTV Europe. Офис телеканала по сей день располагается в Лондоне.
Телеканал был запущен в Великобритании, Дании, Финляндии, Нидерландах и Швеции, через год MTV Europe расширился до территории Германии, Бельгии, Швейцарии, Греции и Норвегии. Телеканал сразу же принимали в 1,6 миллион домохозяйств.
В первоначальный состав виджеев вошли ведущие из Бельгии, Дании и Франции, а также Рэй Кокс и Стив Блейм из Великобритании. Начиная с того времени, MTV популяризовал такую профессию, как VJ.
В то время выпускались такие передачи, как MTV’s Greatest Hits, Headbanger’s Ball, МTV’s Most Wanted, The Big Picture (программа о кино), The Pulse (о моде и стиле), 120 Minutes и MTV Coca Cola Report (музыкальные новости, интервью и даты туров музыкантов).
В октябре 1988 года руководство MTV Europe посетило СССР для предварительных переговоров о начале работы, тогда же была подана заявка на регистрацию телеканала.
В 1989 году MTV Europe в прямом эфире освещал московский музыкальный фестиваль со стадиона имени Ленина. В то же время телеканал стартует в Восточном Берлине.
Советские артисты официально дебютировали на MTV летом 1989 года. Московская группа «Круиз» выпустила тогда же песню-манифест Hit for MTV.
В феврале 1990 года MTV Europe был запущен в Польше и Чехословакии. В этом же году Viacom выкупила оставшихся 25 % акций у British Telecom.
В начале 1991 года Metromedia International Group совместно с частной кабельной сетью Lencentel из Ленинграда заключили контракт с MTV Europe на 5 лет. Это был первый контракт на сквозную круглосуточную ретрансляцию зарубежного телеканала подписанный в СССР. 8 марта 1991 года Lenceltel начала легальную ретрансляцию MTV в своей сети в Ленинграде, что позволило MTV стать первым западным круглосуточным телеканалом транслирующимся в кабельной сети на территории СССР.
Nirvana возглавила стремительный переход к подъёму альтернативного рока и гранжа на MTV в 1991 году, выпустив видеоклип на песню «Smells Like Teen Spirit».
В начале-середине 1990-х годов MTV добавила в свою ротацию гангста-рэперов с менее попсовым звучанием, таких, как Тупак Шакур, The Notorious B.I.G., Wu-Tang Clan, Айс Кьюб, Warren G, Ice-T, Доктор Дре, Нас и Snoop Dogg.
В августе 1991 году Viacom выкупила оставшихся 50,1 % акций у Robert Maxwell Group, т.к. лондонская компания испытывала нехватку денежных средств, и продала свои активы в рамках усилий по сокращению долгов, накопившихся во время агрессивных приобретений в 1980-х годах.
К 1992 году MTV Networks Europe стала крупнейшей общеевропейской вещательной компанией. Телеканал MTV Europe принимали 38 миллионов домохозяйств в 28 странах. В том же году на телеканале появился телетекст под названием MTV Text, через него можно смотреть телепрограмму, новости, чарты, участвовать в конкурсах и общаться со зрителями.
С 1990 по 1996 год ретранслировались программы MTV на центральных телеканалах России — «ЦТ», «Останкино», «ОРТ», «2x2», «ТВ-6», «Муз-ТВ» и других. Также с 1992 по 1994 год на польском телеканале TVP1.
На канале стартовали премьеры следующих программ: Бивис и Баттхед, Æon Flux, The Brothers Grunt и т. п.
В 1994 году телеканал начал проводить церемонию вручения музыкальных наград MTV Europe Music Awards. Каждый год церемония проходит в одном из крупных европейских городов.
С 1 июля 1995 года MTV Europe перешёл на платное телевещание и был зашифрован на Astra 1C с помощью Videocrypt-1 (для Великобритании) и Videocrypt-2 (для Европы), а также был одним из первых каналов в Европе, который начал цифровое вещание.
В сентябре телеканал был оштрафован Независимой комиссией по телепрограммам Великобритании на общую сумму 60 000 фунтов за показ непристойностей, сцен садомазохизма и подобных вещей в то время суток, когда у телевизора ещё могли находиться дети. В ноябре того же года MTV Europe принимали 51,3 миллионов домохозяйств в 36 странах. В конце 1995 года дистрибьютором канала в России стал «Chello Zone».
В 1996—1997 годах были запущены два веб-сайта — mtve.com и mtveurope.com.
Начиная с конца 1997 года MTV постепенно сокращал показ видеоклипов представителей рок-музыки, что привело к лозунгу среди скептиков: «Рок мёртв». Тот факт, что в то время фанаты рок-музыки были менее материалистичны и покупали меньше музыки, основываясь на предложениях телевидения, были названы причинами того, что телеканал отказался от своей некогда основной музыки. Вместо этого MTV начал уделять своё музыкальное эфирное время в основном поп- и хип-хопу/R&B музыке. Все рок-шоу были исключены, а категории, связанные с роком, на Video Music Awards были сокращены до одной.
На заре нового тысячелетия, в период с 1997 по 2001 год на канале MTV выходил мультсериал Дарья в жанре комедийная драма, повседневность.
Компания MTV Networks Europe стремительно начала открывать в некоторых странах локальные подразделения телеканала MTV. Так в марте 1997 года запустили MTV Germany. 1 июля открылся MTV UK & Ireland, затем в сентябре был запущен MTV Italy.
MTV Nordic для Скандинавии запустился в июне 1998 года, 25 сентября появился MTV Россия. В 2000 году были запущены другие региональные каналы — MTV France в июне, за ним последовали MTV Poland в июле и MTV Spain и MTV Nederland в сентябре. Компания MTV Networks Europe продолжила открывать локальные отделения в других странах Европы. В том же году появился ещё один веб-сайт — mtv.tv.
15 апреля 1999 года в комплексе Breakfast произошёл пожар. Инженеры и сотрудники студии показывали аварийные записи, после чего вещание было остановлено на несколько часов. На тот момент в комплексе были расположены британские и европейские MTV и VH1.
1 апреля 2002 года «MTV Europe» был переименован в «MTV European». В то же время телеканал начал отказываться от некоторых своих программ в пользу американских шоу MTV. Канал значительно сократил общую ротацию музыкальных клипов в течение первого десятилетия 2000-х годов. Аналогичные тенденции отмечались и на других европейских каналах MTV.
В 2004 и 2008 годах канал MTV продолжал фокусироваться на реалити-шоу, выпустив проекты 8th & Ocean, Лагуна Бич, Next, The Hills, Two-A-Days, My Super Sweet 16, Parental Control и Viva la Bam с участием Бэма Марджера.
В 2007 году MTV транслировало реалити-шоу «A Shot at Love with Tila Tequila», в котором рассказывалось о сенсационном путешествии Тилы Текилы в поисках своего партнёра по сексу. Её бисексуальность сыграла роль в концепции шоу: за любовь между собой соперничали и мужчины, и женщины.
В 2006—2007 годах были запущены MTV Turkey и MTV Украина. В августе 2007 года появилась вторая редакция в Варшаве, которая отвечала за интернет-деятельность (сайт, соц сети, тех. поддержка и т.п). Основная редакция по-прежнему остаётся в Лондоне. Также MTV European расширился до Южной Африки и Ближнего Востока.
1 июля 2009 года в ходе единой стандартизации оформления глобальной сети MTV был представлен новый фирменный стиль, а также новое оформление.
С января 2010 года MTV Networks Europe приступила к ребрендингу локализованных веб-сайтов, создав стандарты для каждой страны. В августе с эфира исчезли музыкальные программы, и вместо них начали показывать реалити-шоу из американского отделения MTV.
В 2010 году телеканал начал вещать по чешской лицензии, так как в Чехии действуют минимальные правила вещания, она была выбрана для целей лицензирования в ЕС. Вещательный центр по-прежнему находится в Лондоне. MTV European стал ориентироваться на зрителей от 16 до 35 лет, аудитория составляла более 100 млн человек в 43 странах.
1 июля 2011 года поменялся логотип и оформление канала, с логотипа исчезла надпись «Music Television». Также вернулось прежнее название «MTV Europe».
В августе 2012 года с канала исчезли все музыкальные чарты. В начале 2013 года в эфир MTV Europe возвращаются три чарта — Hitlist UK, Base Chart и Dance Floor Chart. В это же время телеканал охватывал 101 страну.
Осенью 2014 года сайт телеканала был передан организаторам MTV Europe Music Awards, теперь при переходе на сайт mtv.tv, перенаправляет на сайт tv.mtvema.com.
Летом 2015 года MTV Europe переиздала межпрограммные заставки телеканалов, фокусируясь на инициативе MTVBump.com, и предоставила больше социальных заставок, созданных зрителями MTV.
С 1 марта 2016 года MTV Europe перешёл на широкоформатное вещание (16:9).
В декабре 2017 года MTV получил новое оформление, аналогичному латиноамериканскому и бразильскому MTV. Другие местные каналы MTV по всей Европе также начали использовать аналогичный эфирный брендинг.
С июня 2019 года музыкальные клипы транслируются с 3:00 до 9:00 по центральноевропейскому времени, за исключением чарта Euro Top (ныне MTV 20) в пятницу до 10:00.
С 26 января 2021 года канал «MTV Europe» был переименован в «MTV Global». По новой лицензии телеканал может обслуживать 111 стран мира, но MTV Global доступен в тех странах, где нету локализованной версии MTV, а в некоторых странах телеканал не может вещать из-за контента, противоречащего местному законодательству. MTV Global сохраняет чешскую лицензию (RRTV) с целью обеспечения продолжения легального вещания в Евросоюзе в соответствии с Директивой ЕС об аудиовизуальных медиа-услугах (AVMSD) и законом о едином рынке после выхода Великобритании из Европейского Союза. 14 сентября того же года был произведён ребрендинг, который включал обновлённую версию логотипа и новое оформление.
8 и 19 сентября 2022 года в связи со смертью и похорон королевы Елизаветы II, телеканал убрал с эфира все развлекательные программы. Были введены два музыкальных блока: "Programming Pause" и "Nothing but Music", которые транслировали непринужденные и мрачные музыкальные клипы.
В начале 2023 года была представлена новая программа «MTV Movies», в ней рассказывается о новинках кинопремьер.

## Логотипы
| 1987 — 1994 | 1994 – 2009 | 2009 – 2011 | 2011 – 2021 | 2021 – н.в |
| ----------- | ----------- | ----------- | ----------- | ---------- |

## Родственные каналы
| Названия                                  | Дата начала вещания  | Дата конца вещания | Описание                                                                                                 |
| MTV                                       | MTV                  | MTV                | MTV |
| ----------------------------------------- | -------------------- | ------------------ | --- |
| MTV Live                                  | 15 сентября 2008     | —                  | Музыкальные клипы различных жанров и исполнителей, а также живые выступления музыкантов.                 |
| MTV Music                                 | 1 сентября 2011 года | 1 июня 2021        | Телеканал транслировал непрерывно музыкальные клипы.                                                     |
| MTV Rocks                                 | 27 мая 2014          | 5 октября 2020     | Клипы в стиле альтернативный рок, хард-рок и другие течения, также передачи, посвященные року.           |
| MTV Hits                                  | 27 мая 2014          | —                  | Популярные клипы, а также хит-парады.                                                                    |
| Club MTV (ранее MTV Dance с 2014 до 2020) | 27 мая 2014          | —                  | Танцевальная музыка с музыкальными клипами и программами андеграундных и популярных танцевальных треков. |
| MTV 80s                                   | 5 октября 2020       | —                  | Музыка 80-х годов.                                                                                       |
| MTV 90s                                   | 5 октября 2020       | —                  | Музыка 90-х годов.                                                                                       |
| MTV 00s                                   | 2 августа 2021       | —                  | Музыка 00-х годов.                                                                                       |

## Дистрибуция
По лицензии от 2021 года, MTV Global имеет право обслуживать следующие территории:
Европа:
Албания, Австрия, Андорра, Бельгия, Белоруссия, Босния и Герцеговина, Болгария, Черногория, Чешская Республика, Дания, Эстония, Финляндия, Франция, Хорватия, Исландия, Италия, Косово, Кипр, Лихтенштейн, Литва, Латвия, Люксембург, Венгрия, Мальта, Молдавия, Монако, Германия, Нидерланды, Норвегия, Польша, Португалия, Румыния, Россия, Греция, Сан-Марино, Северная Македония, Словакия, Словения, Сербия, Святой Престол, Испания, Швеция, Швейцария, Турция, Украина, Соединённое Королевство.
Ближний Восток: Израиль
Африка: Алжир, Ангола, Бенин, Ботсвана, Буркина-Фасо, Бурунди, Чад, Джибути, Египет, Эритрея, Эфиопия, Габон, Гамбия, Гана, Гвинея, Гвинея-Бисау, ЮАР, Южный Судан, Камерун, Кабо-Верде, Кения, Коморские Острова, Браззавиль, Конго (Киншаса), Лесото, Либерия, Ливия, Мадагаскар, Малави, Мали, Марокко, Маврикий, Мавритания, Мозамбик, Намибия, Нигер, Нигерия, Кот-д'Ивуар, Экваториальная Гвинея, Руанда, Сенегал, Сейшельские Острова, Сьерра-Леоне, Сомали, Центральноафриканская Республика, Судан, Сан-Томе и Принсипи, Свазиленд, Танзания, Того, Тунис, Уганда, Замбия, Зимбабве.
Азия: Армения, Азербайджан, Грузия, Казахстан, Киргизия, Таджикистан, Туркменистан, Узбекистан.
MTV Global также транслируется в ряде африканских стран, включая Южную Африку, наряду с местными каналами «MTV Base Africa», «MTV Portugal» и «MTV France». MTV Global распространяется по всей Европе через спутниковое, кабельное и наземное телевидение.

## Руководство

### Генеральные директора
| ФИО      | Годы работы |
| -------- | ----------- |
| Марк Бут | 1987—1988   |

### Исполнительные продюсеры
| ФИО          | Годы работы |
| ------------ | ----------- |
| Лиз Нилон    | 1987-1988   |
| Брент Хансен | 1987-2005   |
| Энн Ньюкомб  | 1987-????   |

### Планировщики программ
| ФИО               | Годы работы |
| ----------------- | ----------- |
| Джеймс Рамзи      | 1990-1996   |
| Лестер Биттен     | 1990-1994   |
| Якоб Розенбак     | 2004-2007   |
| Энтони Рочфорд    | 2006-2007   |
| Магдалена Адамска | 2007-2010   |

### Финансы и маркетинг
| ФИО          | Годы работы |
| ------------ | ----------- |
| Фил Каллаган | 1987-1991   |
| Лин Винтер   | 1991-1997   |

### Координаторы
| ФИО                     | Годы работы |
| ----------------------- | ----------- |
| Симона Хонг             | 1998-2004   |
| Александра Дзелаковская | 2021-н.в    |

### Продюсеры
| ФИО           | Годы работы |
| ------------- | ----------- |
| Джон Кляйн    | 1987-????   |
| Якоб Розенбак | 1999-2003   |

### Директора по развитию канала
| ФИО         | Годы работы |
| ----------- | ----------- |
| Моника Доди | 1987-1989   |

### Видео менеджеры
| ФИО           | Годы работы |
| ------------- | ----------- |
| Джейми Кэринг | 1996-1998   |

### Директора студии
| ФИО          | Годы работы |
| ------------ | ----------- |
| Брюс Даймонд | 1987-????   |

### Директора по рекламе
| ФИО         | Годы работы |
| ----------- | ----------- |
| Зед Заванда | 1987-????   |

### Директора по связям с прессой и общественностью
| ФИО           | Годы работы |
| ------------- | ----------- |
| Кристин Горэм | 1987-????   |

## Программы
По состоянию на 02.02.2013:
- Only Hits
- MTV World Stage
- Geordie Shore
- Jersey Shore | Season 6
- Awkward. | Season 2
- Teen Mom | Season 4
- 16 and Pregnant
- Snooki & Jwoww
- Guy Code
- Made
- Friendzone
- Savage U
- My Super Sweet 16 UK
- Caged
- Pranked
- Underemployed
- MTV Push
- Euro Top 20
- Hitlist UK
- Base Chart
- Dance Floor Chart
- The Inbetweeners
- I Used To Be Fat
- When I Was 17
- Disaster Date
- Extreme Cribs
- Storytellers
- Room Raiders
- Ridiculousness
- MTV News

## Церемонии
- MTV Europe Music Awards
- MTV Video Music Awards (трансляция из США)
- MTV Movie Awards (трансляция из США)